# 친왕
친왕(親王)은 동아시아에서 황태자를 제외한 남자 황족에게 부여되는 칭호이다. 비(非)한자 문화권의 왕족을 친왕으로 번역하는 경우도 있다.

## 내용
황제의 아들 중 적자(嫡子), 이중에서 장자(長子)인 적장자를 황태자로 봉하고 태자 이외의 자녀는 왕호(王號)를 받고, 여자는 공주의 칭호를 받았다. 국왕은 분류상 작위왕(王爵)과 영토를 분봉받는 번왕으로 구분된다.  명청대의 왕작은 흔히 친왕으로 호칭되었다. 정확히는 번왕(國)을 분봉하지 않았으므로 국왕의 명칭보다는 황제의 친자에게 친왕(親王)으로 통칭하고, 그 아들들은 군왕(君王)으로 봉하는 등, 다음대(代)로 넘어갈수록 1단계씩 작위를 하락시켰다. 
역사적으로는 '친왕'이라는 칭호는 황제국(皇帝國)인 대한제국과 청나라 및 일본제국 등에서 사용되었다. 여자 황족에게는 친왕의 칭호 대신에 공주(公主)의 칭호가 부여되는 게 통례이다.

## 한국의 친왕
신라
신라에서는 왕이 되지 못하고 사망한 왕의 아버지와 할아버지, 숙부, 장인, 기타 왕의 형제 등에게 갈문왕의 지위를 부여하였다. 한편, 여성의 경우 여랑왕(女郞王)이라 부른다. 
고려
고려 초기에는 태조 왕건 이후부터 아들에게도 태자라는 호칭을 붙여서 친왕과 유사하게 사용되었으며, 고려 현종이 즉위한 이후에는 왕위계승자를 제외한 기타 왕족들에게 오등작이 부여되어 제왕(諸王), 즉 친왕으로 봉해졌다.
조선
조선 시대에는 중국에 대한 사대의 예에 따라 번왕국의 지위가 되면서 대군(大君, 세자를 제외한 왕의 적자), 군(君, 왕의 서자 및 세자·대군·군의 자손들, 기타 종친)이란 작위를 사용했다.
대한제국
1897년 대한제국이 성립된 이후 대한제국 광무제의 아들 의친왕(義親王), 완친왕(完親王: 死後 추증), 영친왕(英親王)에게 친왕의 작위가 부여되었고, 그 뒤 1910년 대한제국 광무제의 형 이재면에게도 대한제국 융희제의 친속 자격으로 흥친왕(興親王)의 지위가 부여됐다. 친왕이 아닌 남자 왕족에게는 군(君)의 칭호가 부여되었다 (예: 청안군 이재순)

## 일본의 친왕
일본의 친왕(親王)은 천황의 적출(嫡出)인 남자 및 천황의 적자 출신의 적출인 남성을 일컫는 용어로, 이는 일본의 황실전범 6조에 근거하고 있다. 황실전범 7조에서는, 천황이 즉위한 경우, 그의 형제를 친왕으로 하는 특례가 정해져 있다. 천황의 아들 혹은 남계의 남성 자손이라 하더라도, 서자 혹은 서자의 아들인 경우는 친왕이라 부르지 않는다. 한편, 여성의 경우 내친왕(内親王)이라 부른다.
현재 일본의 친왕은 다음과 같다.
- 아키시노노미야 후미히토 친왕 - 현 천황의 동생. 황위 계승 순위 1위
  - 히사히토 친왕 - 후미히토 친왕의 첫째 아들. 황위 계승 순위 2위
- 히타치노미야 마사히토 친왕 - 쇼와 천황의 둘째 아들로 현 천황의 숙부. 황위 계승 순위 3위

## 중국의 친왕

### 세습황족
청나라 말기 기준.
- 공친왕(恭親王)
  - 1대 애신각라혁흔(愛新覺羅奕訢) - 도광제의 6남
  - 2대 애신각라부위(愛新覺羅溥偉) - 혁흔의 손자
  - 3대 애신각라육첨(愛新覺羅毓嶦, 1923년~) - 부위의 아들
- 순친왕(醇親王)
  - 1대 애신각라혁현(愛新覺羅奕譞) - 광서제의 친부(親父)
  - 2대 애신각라재풍(愛新覺羅載灃) - 선통제의 친부
  - 3대 애신각라부걸(愛新覺羅溥傑) - 재풍의 차남

## 같이 보기
- 친왕비
- 왕 (일본 황실)
- 왕족의 이름
- 갈문왕
- 세습친왕가